# Minifigure Speedway
Minifigure Speedway ist eine duellierende Stahlachterbahn im Legoland Windsor (Windsor, England) vom Modell Force / Dueling Reverse Coaster des Herstellers Zierer Rides, die am 6. April 2024 eröffnet wurde. Die Bahn ist die erste Auslieferung des Herstellers, die sich am Family Boomerang des Herstellers Vekoma orientiert. Die beiden Strecken verfügen über die Namen Legends und Allstars.
Die beiden Züge werden bei der Fahrt zunächst mithilfe von Reibrädern rückwärts eine Steigung hochgezogen, bevor sie synchron bei einer Geschwindigkeit von bis zu 56 km/h die Strecke wieder herunterfahren. Besonders ins Auge fällt dabei die größte Minifigur der Welt, die in der Mitte der Strecke platziert ist.